# ニュートリノ振動
ニュートリノ振動（ニュートリノしんどう、英: neutrino oscillation）は、生成時に決定されたニュートリノのフレーバー（電子、ミューオン、タウ粒子のいずれか）が、後に別のフレーバーとして観測される素粒子物理学での現象。その存在確率はニュートリノが伝搬していく過程で周期的に変化（すなわち振動）する。これはニュートリノが質量を持つことにより起きるとされ、素粒子物理学の標準模型では説明できない。

## 歴史
ニュートリノ振動は、1957年にブルーノ・ポンテコルボによって最初に予測された。これは、K中間子振動理論 (Murray Gell-Mann and Abraham Pais, 1955) から類推された。ポンテコルボの理論はニュートリノと反ニュートリノの間で振動するというもので、現在受け入れられているニュートリノがフレーバー間で振動する理論とは異なるものであった。しかし、その後10年で彼が取り組んだ真空の振動理論の数学的定式化はニュートリノ振動の理論の基礎となった。1962年に坂田昌一・牧二郎・中川昌美によって、フレーバー間で振動する理論が提唱および定式化された。あるフレーバーのニュートリノがニュートリノ振動により他のフレーバーに変換される混合の強さは、ポンテコルボ・牧・中川・坂田行列（PMNS行列）によって特定することができる。
1998年に梶田隆章らによるスーパーカミオカンデが大気ニュートリノの観測から、アーサー・B・マクドナルドらによるサドベリー・ニュートリノ天文台が太陽ニュートリノの観測からこの現象を実証した。2010年5月31日に国際研究実験OPERAを実施する研究チームがCERNの加速器において振動現象をはじめて直接的に確認したと発表。このほかにも次節で示す諸実験が行われている。
ニュートリノ振動が観測されたことにより、ニュートリノの質量をゼロとする標準模型に何らかの修正が必要であることが示された。期待されている新しい理論では、ニュートリノと同じように他のレプトンも振動していることを予測する（荷電レプトン混合現象）。ただし、レプトンの場合はその測定にはさらなる精密さを要求されるため、観測精度を一層高めた今後の研究結果が待たれている。なお、ハドロンについてはクォーク混合により振動は既知の現象である。

## 実験

### 実験手法
太陽ニュートリノ観測実験
太陽内部の核融合反応で発生するニュートリノを観測し、理論計算値と比べることでニュートリノ振動を検出する。レイモンド・デイビスが HOMESTAKE 実験により観測されるニュートリノの数が太陽モデルに基づく計算結果に比べて三分の一しかない「太陽ニュートリノ問題」を提示したことから、その後様々な追実験が行われ、ニュートリノ振動の発見につながった。HOMESTAKE、GALLEX、SAGE、KAMIOKANDE、スーパーカミオカンデ、SNO 等
大気ニュートリノ観測実験
宇宙線が大気に衝突して発生するニュートリノを観測する。ニュートリノは相互作用が小さく地球を突き抜けるので、観測装置ではその上方の大気で発生したニュートリノだけでなく、地球の裏側で発生したニュートリノも観測することが出来る。観測装置に上方から入射するニュートリノの数と下方から入射するニュートリノの数を比較することで、ニュートリノ振動を検出する。スーパーカミオカンデ、ANTARES 等
原子炉ニュートリノ観測実験
原子力発電所では原子炉内の反応を精密にコントロールしているため、そこで発生するニュートリノの数とエネルギー分布は高い精度で計算可能である。原子炉で発生するニュートリノを離れた場所で観測し、その数、エネルギー分布を計算結果と比較することにより、ニュートリノ振動を検出する。KamLAND (150-200 km) 等
長基線ニュートリノ・ビーム実験
粒子加速器を用いてビーム状のニュートリノを作り出し、距離の離れたところにあるニュートリノ観測装置に入射する実験。ニュートリノ・ビーム生成直後の前段検出器と離れたところに設置された観測装置との二つの観測結果を比較し、ニュートリノ振動を検出する。K2K (日本、250 km)、MINOS（アメリカ、730km）、OPERA/ICARUS (ヨーロッパ、732 km)、T2K（日本、295km） 等

### 諸実験
Homestake
地下 3000 m に設置した 600 トンの塩化物溶液のタンクを用い、塩素37とニュートリノの反応を利用して太陽ニュートリノを観測した。1969年から観測開始、観測されるニュートリノの数が太陽モデルに基づく計算結果に比べて三分の一しかないことを示した（太陽ニュートリノ問題）。
スーパーカミオカンデ（ミュー型とタウ型の間の振動を確認）
地下 1000 m に設置した約 50000 トンの純水のタンク（直径39.3m、高さ41.4m）に入射するニュートリノを検出しその入射方向、エネルギーを測定する。電子ニュートリノとミュー・ニュートリノを観測可。1996年から観測を開始し、太陽から飛来する電子ニュートリノが理論計算値よりも少ないという太陽ニュートリノ問題を確認、1998年大気ニュートリノの観測によるニュートリノ振動の証拠を捉えた。1999年から2004年にかけて250km離れた高エネルギー加速器研究機構からニュートリノビームを入射する長基線ニュートリノ・ビーム実験（K2K）によるニュートリノ振動の検証も行った。2001年SNO実験の結果と合わせて太陽ニュートリノ問題もニュートリノ振動によることを明らかにした。
サドベリー・ニュートリノ天文台
地下2000mに設置した 1000 トンの重水で満たした直径 12 m の容器に入射する太陽ニュートリノを検出する。電子、ミュー、タウの三種類のニュートリノを観測可。1999 年から観測を開始し、2001年に太陽から飛来する電子ニュートリノが別の種類のニュートリノに変化していることを確認。スーパーカミオカンデの結果と合わせることによりニュートリノ振動を確認した。2002年には中性カレント反応を利用した独自の結果と昼夜効果の観測結果を発表、改めてニュートリノ振動を確認した。その後検出器の重水に食塩を混入し、ミュー、タウ・ニュートリノに対する感度を向上させて観測を続けている。
カムランド（ミュー型と電子型の間の振動を確認）
地下 1000 m （カミオカンデ跡地）に設置した 1000 トンの液体シンチレーターで満たした直径 13 m の球状容器に入射するニュートリノを観測する。ニュートリノと反ニュートリノを識別することが出来る。2002年観測開始。150 から 200 km 離れた原子炉の核分裂反応で発生する反ニュートリノ（電子型）を検出し、原子炉のデータから予測される発生数、エネルギー分布と比較して反ニュートリノのニュートリノ振動を初めて確認した（2002年、2004年）。2005年には地球内部で発生した反ニュートリノの観測結果を発表、地球の内部構造を理解するための新たな手段となる可能性を示した。
T2K（タウ型と電子型の間の振動を確認）
東海村のJ-PARC加速器で発射したニュートリノを295km離れたスーパーカミオカンデで捉える。2009年確認。
Borexino
地下 1400 m （グラン・サッソ）に設置した 1300 トンの液体シンチレーターと 2400 トンの水の二重構造の球形容器（内側容器直径 8.5 m、総直径 13.7 m）を用いて太陽ニュートリノを観測する。
OPERA
CERN からグラン・サッソへの 732 km 長基線ニュートリノ・ビームラインを使用し、写真乾板を用いてミューニュートリノからタウニュートリノへの変化を観測する。2010年5月31日に観測に成功したと発表。2011年9月には光より60ナノ秒速い可能性のあるニュートリノが検出されたと報告したが、後に光ケーブルの接続不良等の問題が判明し撤回した。
ANTARES
地中海の海底に検出器を設置し、厚さ 2400 m の海水を利用してニュートリノを検出する。
ダブルショー
ショー原子力発電所において原子炉ニュートリノを検出する実験。ニュートリノ振動のパラメーターの一つである混合角{\displaystyle \theta _{13}\ }を測定することを目的としている。
大亜湾原子炉ニュートリノ実験
大亜湾原子力発電所と嶺澳原子力発電所の原子炉で生成される反ニュートリノを検出する実験。混合角{\displaystyle \theta _{13}\ }を測定することを目的としている。
Neutrino-4
ニュートリノ4実験は2014年に検出器モデル で開始され、2016年から2021年にかけて実物大の検出器で継続され、パラメータ領域 Δm2
14 = (7.3 ± 0.13st ± 1.16syst) eV2 および sin22θ14 = 0.36 ± 0.12stat (2.9 σ)。 での振動効果の直接観測結果が得られました。シミュレーションでは、振動検出の場合に予想される検出器信号が示されました。